# Pulse (Pink Floyd)
Pulse (stiliserat 'P • U • L • S • E') är ett dubbelt livealbum av Pink Floyd släppt 1995. Det är inspelat under en turné 1994. En konsertfilm med samma namn har också getts ut, filmad på Earl's Court i London.
Låtarna på den första skivan består mestadels av nyare material från albumen A Momentary Lapse of Reason och The Division Bell, men även "Astronomy Domine" från 1967. Den andra skivan består av hela The Dark Side of the Moon, och tre andra stora hits. Albumet blev etta på albumlistorna i både USA och Storbritannien.
De första CD-utgåvorna av albumet hade en blinkande röd lysdiod inbäddad i omslagets rygg. Dioden drivs av ett AA-batteri.

## Låtlista

### Skiva ett
1. Shine on You Crazy Diamond (13.35)
2. Astronomy Domine (4.20)
3. What Do You Want from Me (4.09)
4. Learning to Fly (5.15)
5. Keep Talking (6.52)
6. Coming Back to Life (6.56)
7. Hey You (4.39)
8. A Great Day for Freedom (4.30)
9. Sorrow (10.49)
10. High Hopes (7.52)
11. Another Brick in the Wall part II (7.07)

### Skiva två
1. Speak to Me (2.30)
2. Breathe (2.33)
3. On the Run (3.47)
4. Time (6.46)
5. The Great Gig in the Sky (5.52)
6. Money (8.54)
7. Us and Them (6.57)
8. Any Colour You Like (3.21)
9. Brain Damage (3.45)
10. Eclipse (2.37)
11. Wish You Were Here (6.35)
12. Comfortably Numb (9.29)
13. Run Like Hell (8.36)